# 阿爾比恩鎮區 (北達科他州迪基縣)
阿爾比恩鎮區（英語：Albion Township）是位於美國北達科他州迪基縣的一個鎮區。

## 地方資料
阿爾比恩鎮區的面積為93.68平方千米，當中陸地面積為93.39平方千米，而水域面積為0.29平方千米。根據2020年美國人口普查的數據，當地共有人口37人，而人口密度為每平方千米0.39人。